# خانية نخجوان
خانات نخجوان أو خانية نخجوان كانت خانية تحت السيادة الإيرانية، والتي شملت مدينة نخجوان ومحيطها من عام 1747 إلى عام 1828.
كانت أراضي الخانات تشمل معظم جمهورية نخجوان المتمتعة بالحكم الذاتي الحالية ومقاطعة فايوتس دزور في أرمينيا الحالية.

## التاريخ
نخجوان هو اسم مدينة ومنطقة تاريخية تقع في المرتفعات الأرمنية في جنوب القوقاز. حتى زوال إيران الصفوية، كانت نخجوان تحت السلطة الإدارية لمقاطعة إيرفان [الإنجليزية] (المعروفة أيضًا باسم شوخور سعد). بعد فترة وجيزة من استعادة يريفان في عام 1604 أثناء الحرب العثمانية الصفوية 1603-1618، عيّن الملك (الشاه) عباس الأول (حكم من 1588 إلى 1620) حاكمًا جديدًا لها، جراغ سلطان أوستاجلو، الذي خلفه بعد فترة ولايته القصيرة، مقصود سلطان [الإنجليزية]. كان مقصود سلطان قائدًا عسكريًا ينحدر من فرع الكنغرلو [الإنجليزية] من قبيلة أوستاجلو، وكانت الأخيرة واحدة من قبائل القزلباش الأصلية التي زودت الصفويين بالسلطة منذ أيامها الأولى.
وقد وصف ج.م. جوانيين قبيلة الكنجارلو بأنها "قبيلة صغيرة تأسست في أرمينيا الفارسية (1502–1828) [الإنجليزية] على شواطئ نهر أراس". وفي وقت لاحق من ذلك العام، عندما هددت القوات العثمانية المنطقة أثناء نفس الحرب، أمر الشاه عباس السلطان مقصود بإجلاء جميع سكان [الإنجليزية] منطقة نخجوان خوفًا من إبادة عثمانية، بما في ذلك الأرمن من جولفا، الذين نُقلوا في العام التالي إلى أصفهان وقراجا داغ ( أراسباران ) وديزمار. توقف الحكم الفارسي بسبب الاحتلال العثماني في عامي 1635-1636 و1722-1736. أصبحت رسميًا خانية عاملة بكامل طاقتها في عهد سلالة أفشاريد. في البداية، كانت أراضي نخجوان جزءًا من خانية يريفان، ولكن في وقت لاحق أصبحت تحت حكم خان منفصل.

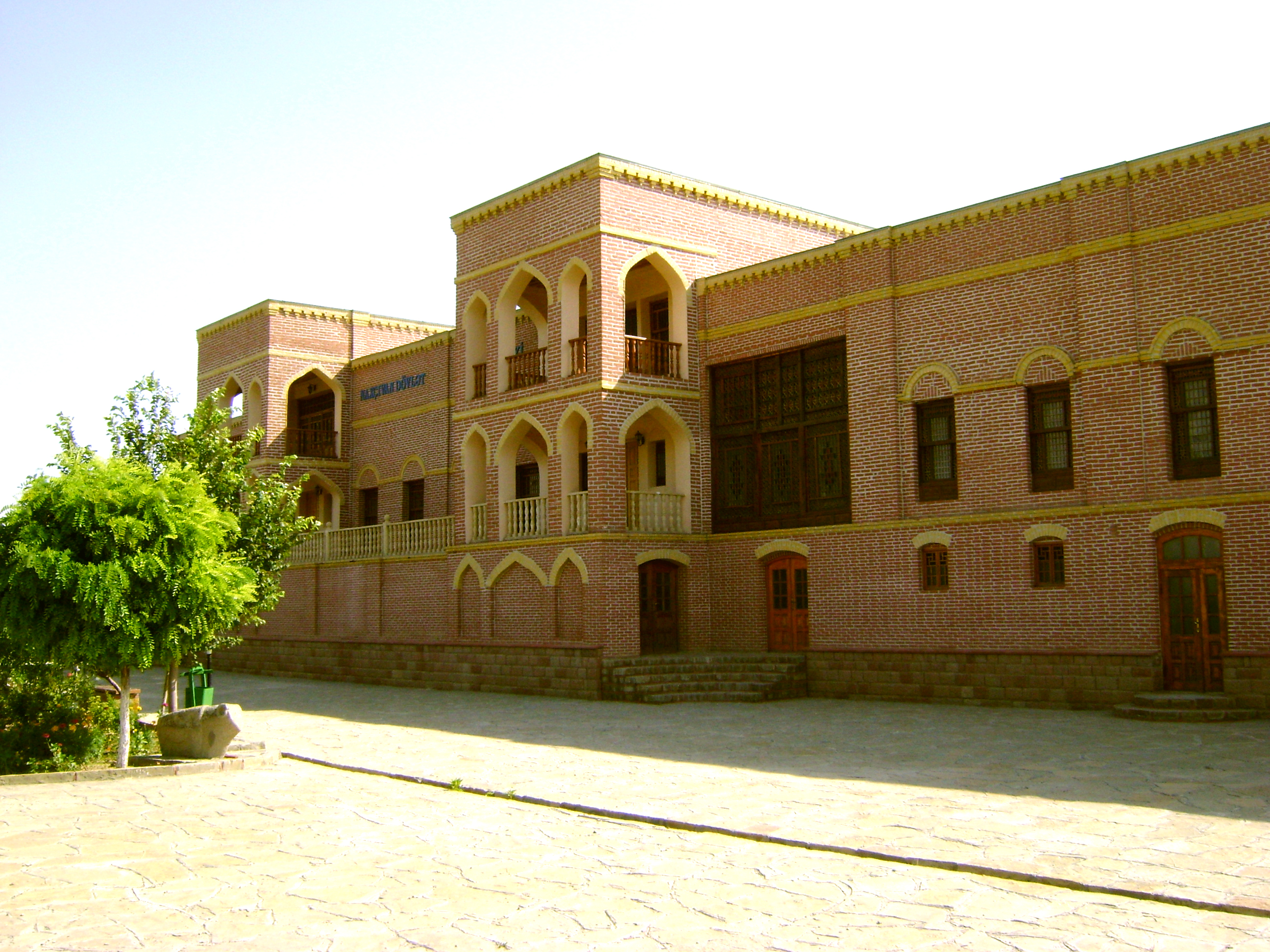
قصر خانات نخجوان

في أعقاب معاهدة جورجيفسك عام 1783 بين الإمبراطورية الروسية ومملكة كارتلي كاخيتي الجورجية الشرقية، حاول قالب علي إقامة اتصال مع روسيا. أثار هذا الإجراء غضب ملك إيران القاجاري آغا محمد خان (حكم. 1789–1797 )، والذي نتيجة لذلك قام بالقبض على قالب علي ونقله إلى طهران في عام 1796، حيث أصيب بالعمى. وكان خان آخر، محمد خان قاجار اليريفاني [الإنجليزية]، قد حاول القيام بنفس الشيء، لكن نسبه القاجاري أنقذه من نفس العقوبة؛ فوٌضع تحت الإقامة الجبرية. بعد اغتيال آغا محمد خان في عام 1797، عاد قالب علي إلى نخجوان، حيث عينه خليفة آغا محمد خان، فتح علي شاه قاجار (حكم. 1797–1834 ) خانًا لها. وفي المقابل، زود قالب علي جيش فتح علي شاه بجنود من قبيلة الكنجارلو. في عام 1809، قام الأمير عباس ميرزا بضم نخجوان وأرسل قالب علي إلى يريفان. في نخجوان، قام بتعيين أبناء قالب علي، نزار علي بك وعباس قولي آغا، نوابًا له.
في عام 1808، خلال الحرب الروسية الفارسية 1804-1813، احتلت القوات الروسية نخجوان بقيادة الجنرال جودوفيتش لفترة وجيزة، ولكن نتيجة لمعاهدة جولستان، عادت الأراضي إلى السيطرة الفارسية.
في عام 1827، خلال الحرب الروسية الفارسية 1826-1828، عين عباس ميرزا إحسان خان كانجارلو قائدًا لعباس آباد، وهي قلعة ذات أهمية استراتيجية للدفاع عن خانية نخجوان. بعد الخسائر الفادحة التي تكبدوها في محاولة الاستيلاء على القلعة بالتصعيد في 14 تموز، فرض الروس حصارًا. اتصل إحسان خان سرًّا بالقائد الروسي الجنرال باسكيفيتش [الإنجليزية]، وفتح له أبواب القلعة في 22 تموز 1827. مع معاهدة تركمانشاي، في عام 1828 أصبحت الخانات ملكية روسية وكُوفئ إحسان خان بمنصب الحاكم، ومُنح رتبة لواء في الجيش الروسي ولقب قائد حملة ميليشيا كانجارلو.

## السكان
| مجموعة                                               | العائلات | الذكور | الإناث | المجموع |
| ---------------------------------------------------- | -------- | ------ | ------ | ------- |
| النخبة/الجيش الإيراني                                | مجهول    | مجهول  | مجهول  | 3000    |
| الأتراك والأكراد (المستقرون، وشبه المستقرون، والبدو) | 3,863    | 9,033  | 8,105  | 17,138  |
| الأرمن                                               | 530      | 1,404  | 1,286  | 2,690   |
| المجموع                                              | 22,828   |        |        |         |

## الإدارة
يبدو أن نسبة الممتلكات الخاصة في نخجوان كانت أعلى بكثير من تلك في يريفان لأنها كانت أقل تنظيمًا مركزيًّا، وهو ما سمح بالتحويل غير القانوني لأراضي الدولة إلى ممتلكات خاصة. وقد حدث هذا بسبب نقص الأراضي التابعة للدولة في نخجوان.

## الضرائب
كان كل ذكر بالغ يزيد عمره عن خمسة عشر عامًا ويعيش في المدينة يدفع ضريبة الدخل أو ضريبة الرأس، المعروفة باسم باش بولي ("أموال الرأس") في نخجوان. على الرغم من قيام نادر شاه بإلغاء ضريبة الاقتراع التي كان يدفعها المسيحيون الأرمن الشرقيون بناءً على طلب الجاثليق إبراهيم الثالث الأرمني [الإنجليزية] في عام 1736، فإن الأرمن (بما في ذلك في نخجوان) كانوا غالبًا ما يدفعون ضرائب أكثر من المسلمين، مقابل الإعفاء من الخدمة.
وفي عيد النيروز والأعياد الأخرى، كان الخان وكبار الإداريين يتلقون الضرائب في شكل هدايا. وقد قُدمَت هذه الضرائب في البداية على شكل هدايا، ولكنها سرعان ما تحولت إلى ضرائب رسمية، وكان يُبحث عنها عادة على شكل رشاوى أو جزية. كانت هذه الأنواع من الهدايا تُعرف باسم "بيشكيش" و"سلامانة" و"بيرملك" و" نوروزي" و" إيدي".

## سك العملات
تُعرف العملات المعدنية التي سُكت في خانية نخجوان بالعملة العباسية وتساوي العملات المعدنية التي سُكت في عهد كريم خان زند، مع آية منقوشة ونداء تعجب يقول يا كريم عليها. لا يوجد سوى اثنتي عشرة قطعة من هذه العملات النادرة للغاية، والتي سُكت بين عامي 1766 و1777. بالمقارنة مع العملات الإيرانية التي تزن مثقالًا، فإن عملات نخجوان هذه أخف وزنًا قليلًا. تكشف العملات المعدنية القليلة المنتجة عن أغراضها الخيرية وغير الاقتصادية المفترضة.